# Macellicephala affinis
Macellicephala affinis är en ringmaskart som beskrevs av Fauvel 1914. Macellicephala affinis ingår i släktet Macellicephala och familjen Polynoidae. Inga underarter finns listade i Catalogue of Life.